# Casa de escaleras
Casa de escaleras (House of Stairs) es una litografía del artista holandés M. C. Escher impresa por primera vez en noviembre de 1951. Esta impresión mide 47 cm x 24 cm y representa el interior de una estructura alta atravesada por escaleras y puertas.
Un total de 46 goingelteefje ("enrolladores", criaturas imaginarias creadas por Escher) se arrastran por las escaleras. El goingelteefje tiene un cuerpo largo y blindado con seis patas terminadas en pies humanoides, un pico de loro y ojos en tallos. Se ve que algunos entran rodando por las puertas, se enrollan en forma de rueda y luego se desenrollan para arrastrarse por las escaleras, mientras que otros se arrastran por las escaleras y terminan rodando. El goingelteefje apareció por primera vez a principios del mismo mes en la litografía Wentelteefje. Más tarde ese mes, Casa de escaleras se amplió a una longitud vertical de 1,41 m en una impresión titulada Casa de escaleras II repitiendo y reflejando algunas de las arquitecturas y criaturas.